# Discordipinna griessingeri
A Discordipinna griessingeri a csontos halak (Osteichthyes) főosztályának a sugarasúszójú halak (Actinopterygii) osztályába, ezen belül a sügéralakúak (Perciformes) rendjébe, a gébfélék (Gobiidae) családjába és a Gobiinae alcsaládjába tartozó faj.
A Discordipinna halnem típusfaja.

## Előfordulása
A Discordipinna griessingeri az Indiai- és a Csendes-óceánokban fordul elő. A Vörös-tengertől a Marquises-szigetekig megtalálható. A Gambier-szigetek között is észrevették.

## Megjelenése
Ez a hal legfeljebb 3 centiméter hosszú. A hátúszóján 5-6 tüske és 7-8 sugár, míg a farok alatti úszóján 1 tüske és 8 sugár ül; az első két hátúszótüske meghosszabbodott, míg a mellúszók végein vékony szállak lógnak. Testének háti fele fehér, keskeny, narancssárga csíkokkal. Fehér fején több barna petty látható. Farokúszója narancssárga; ezen három barna folt ül. A narancssárga mellúszóinak közepén fehér sáv húzódik. Hasúszói tapadókoronggá alakultak; és elérnek a végbélnyílásig. A pofáján nincsenek pikkelyek, azonban fejének tetején - a testméretéhez viszonyítva - nagyméretűek találhatók.

## Életmódja
Trópusi, tengeri gébféle, amely a korallzátonyokon él. Általában 2-15 méteres mélységben tartózkodik, de akár 30 méter mélyre is lehatol. A 23-27 Celsius-fokos hőmérsékletet kedveli. Az élő virágállatok között, és a törmelékes, homokos aljzaton él. Nem fúrja magát a homokba, és nem társul fűrészes garnélarákokkal.

## Felhasználása
Több városi akváriumban is megtekinthető.